# White Knights of the Ku Klux Klan

Emblème du Ku Klux Klan

Le White Knights of the Ku Klux Klan est un chapitre du Ku Klux Klan. Il est originaire du Mississippi et de la Louisiane et créé au début des années 1960 sous la direction de Samuel Bowers, son premier grand sorcier. Les White Knights of Mississippi comprenaient environ 200 membres des chevaliers originaux de la Louisiane. Ils n'étaient pas intéressés à organiser des manifestations publiques ou à laisser des informations les concernant être diffusées aux masses. Comme les United Klans of America (UKA), les White Knights of Mississippi étaient très secrets à propos de leur groupe. En un an, leur nombre atteignait environ six mille et ils avaient des Klavern (grade du KKK) dans plus de la moitié des comtés du Mississippi. En 1967, le nombre de membres actifs était tombé à environ quatre cents.
Ils sont responsables de nombreux attentats à la bombe, incendies d'église, passages à tabac et meurtres. En 1964, ils assassinent trois travailleurs des droits civiques : Andrew Goodman, James Chaney et Michael Schwerner (comme décrit plus tard dans le film Mississippi Burning de 1988, librement inspiré de ces événements). Les victimes étaient membres du Congrès de l'égalité raciale (CORE).

## Dans l'art
- Le film Mississippi Burning (1988) est fondé sur les événements entourant les meurtres des White Knights de Chaney, Goodman et Schwerner.